# Renata Zamida
Renata Zamida (* 1980 in Maribor, SFRJ) ist eine slowenische Kulturmanagerin, Konferenzdolmetscherin und Übersetzerin. Von 2018 bis 2020 war sie Vorsitzende der Nationalen Buchagentur Sloweniens.

## Werdegang
Renata Zamida studierte Philosophie und Allgemeine Sprachwissenschaft an der Philosophischen Fakultät sowie Journalismus an der Fakultät für Gesellschaftswissenschaften der Universität Ljubljana. Nach Anfängen als Radiojournalistin und -redakteurin war sie von 2006 bis 2016 beim Verlag Beletrina tätig, wo sie für internationales Marketing und den Verkauf von Übersetzungsrechten zuständig war, ferner entwickelte sie die Verkaufs- und Leihplattform für E-Books Biblos mit und war Programmleiterin des Literaturfestivals Fabula. 2015–2017 war sie im Vorstand der Slowenischen Buchmesse in Ljubljana und entwickelte und betreute das Gastlandprogramm; ab 2016 war sie als Mitarbeiterin der Slowenischen Buchagentur JAK im internationalen Bereich tätig und leitete die Vorbereitungen für den Gastland-Auftritt Sloweniens auf der Frankfurter Buchmesse. 2018 bis Ende 2020 war sie geschäftsführende Direktorin der Slowenischen Buchagentur, unter ihrer Leitung wurden die Verträge für die Gastlandauftritte Sloweniens auf den Buchmessen Bologna und Frankfurt unterzeichnet. Sie ist aktiv im internationalen Netzwerk Traduki tätig; als Vorstandsmitglied des European Network for Literary Translation – ENLIT war sie an der ersten vergleichenden Studie über die internationale Promotion von Literatur beteiligt. Renata Zamida ist als Autorin von Fachartikeln, als Vortragende und Workshopleiterin international präsent. Sie war Teil des Teams, das die Kandidatur Ljubljanas für den Titel der Europäischen Kulturhauptstadt 2025 vorbereitete, seit 2021 ist sie Mitglied der Expertengruppe für die UNESCO World Book Capital. Seit Sommer 2021 leitet sie das von der Stadt Ljubljana neugegründete Kulturzentrum Kreativno središče Center Rog in Ljubljana. Sie ist Mitglied des slowenischen Konferenzdolmetscherverbands und dolmetscht in den Arbeitssprachen Slowenisch, Deutsch und Englisch.
Als Kulturmanagerin erwarb sich Renata Zamida hohes internationales Ansehen, ihre vorzeitige Ablösung als Direktorin der Slowenischen Buchagentur Ende 2020 stieß deshalb in und außerhalb Sloweniens auf Protest, Unverständnis und Bedauern und wurde international als Politikum gesehen.

## Publikationen (Auswahl)

### Veröffentlichungen in Zeitschriften und Sammelwerken
- E-knjiga v slovenščini kot priložnost za ohranjanje vitalnosti slovenskega jezika zunaj meja Slovenije. In: Sociolingvistično iskrenje. Ljubljana 2021, 235-256.
- Sonja Pečjak, [...], Renata Zamida: Nacionalna strategija za razvoj bralne pismenosti za obdobje 2019-2030. Ljubljana: Vlada Republike Slovenije, 2019. Url: https://www.acs.si/wp-content/uploads/2020/01/Nacionalna_strategija_za_razvoj_bralne_pismenosti_za_obdobje_2019-2030.pdf.
- Jana Bauer z Renato Zamida. (Interview.) In: Sodobnost 83/1-2 (2019), 41-59.
- Branka Bizjak Zabukovec, [...] Renata Zamida: Založniški standardi. Kakovostno izdajanje knjig v Sloveniji. Ljubljana: Cankarjeva založba 2017.
- BIBLOS, slovenski servis za oddaljeno izposojo e-knjig/BIBLOS, Slovenian e-book-lending platform. In: Šolska knjižnica 25/1-2 (2016), 5-12.
- Bolje tri stvari predstaviti dobro kot deset polovičarsko. Bas Pauw, direktor projekta nizozemsko-flamskega fokusa na knjižnem sejmu v Frankfurtu leta 2016. (Interviewer: Renata Zamida.) In: Pogledi 6/22 (25. November 2015), 8.

### Herausgeberschaft
- Renata Zamida, Aleš Šteger (Hrsg.): En su jardín. Cuentistas contemporáneos de Eslovenia. 1a ed. Guadalajara: La Zonámbula, 2014.

### Übersetzungen
- Petra Postert: Leto, ko so prišle čebele. (Das Jahr, als die Bienen kamen.) Ljubljana: Sodobnost International, 2022.
- Max Frisch: Človek v holocenu. (Der Mensch erscheint im Holozän.) Ljubljana: Študentska založba, 2013.